# Diamondback Energy
Diamondback Energy —  американская нефтегазовая компания, которая занимается добычей нефти и газа в Техасе и Нью-Мексико. Компания имеет большие ресурсы и высокую производительность. Однако, нефтегазовая отрасль может быть нестабильной, из-за сильной конкуренции и изменчивости цен на энергоносители.
По состоянию на 31 декабря 2018 года компания имела доказанные запасы 992 млн баррелей в нефтяном эквиваленте, из которых 63 % составляли нефть, 19 % — природный газ и 18 % — газовый конденсат. Все запасы компании находятся в Пермском бассейне.
По состоянию на 31 декабря 2021 года Diamondback Energy располагала парком в 10 буровых установок и четырьмя бригадами, занимающимися завершением скважин. В 2021 г. компания добыла 11,2 млн т нефти, 4,8 млрд куб. м природного газа и 3,3 млн т ШФЛУ (англ.).

## История
Компания начала свою деятельность в декабре 2007 года с приобретения 4 174 акров в Пермском бассейне.
В октябре 2012 года компания стала публичной путём первичного публичного предложения, выпустив 12 500 000 обыкновенных акций по цене 17,50 долл. США за акцию.
В марте 2017 года компания приобрела активы у Brigham Resources Operating, LLC и Brigham Resources Midstream, LLC за 2,55 млрд долларов.
В октябре 2018 года компания приобрела активы Ajax Resources.
В ноябре 2018 года компания приобрела Energen (англ.).
В декабре 2020 года Diamondback Energy объявила о покупке компании QEP Resources (англ.) за $2,2 млрд. (включая долг QEP в $1,6 млрд.) и компании Guidon Operating LLC за 10,63 млн обыкновенных акций Diamondback и $375 млн деньгами.